# Paul-Louis-Philippe de Lezay de Lusignan
Paul-Louis-Philippe de Lezay de Lusignan (né à Paris vers 1630, mort à Rodez le 25 février 1716), ecclésiastique, qui fut évêque de Rodez de 1684 à 1716.

## Biographie
Paul-Louis-Philippe de Lezay de Lusignan est issu d'une famille originaire du Poitou. Lointain descendant d'une lignée cadette de la maison de Lusignan , il est le fils de Pierre de Lezay  lieutenant aux Gardes du corps du roi et de Louise Grangier. Docteur en théologie pourvu en commende de l'abbaye Saint-Barthélemy de Noyon, député du deuxième ordre pour la province ecclésiastique de Sens à l'Assemblée du clergé de 1682, il est désigné comme évêque de Rodez en 1683 mais il est contraint d'administrer le diocèse comme vicaire capitulaire car du fait du conflit entre la cour de France et le Saint-Siège dans l'affaire de la régale, il n'est confirmé que le 12 octobre 1693 et consacré en novembre par Charles Le Goux de la Berchère l'archevêque d'Albi. 
À cette époque il se signale par son zèle contre les calvinistes et prend une grande part aux manœuvres  qui précèdent l'Édit de Fontainebleau. Il prend possession officiellement de son diocèse en 1694 et fonde un séminaire qu'il confie aux jésuites, et procède à la réforme de la Domerie d'Aubrac avec l'accord des deux commendataires de la famille de Noailles qui se succèdent comme « Dom » de 1663 à 1706 : Louis-Antoine de Noailles et Jean-Baptiste-Louis-Gaston de Noailles. Il meurt à Rodez le 25 février 1716.